# Escut de Puigpelat
L'escut oficial de Puigpelat té el següent blasonament:
Escut caironat: de sable, un mont de gules movent de la punta carregat d'una creu de Malta i sobremuntat d'un muntant d'argent sobremuntat d'una flor de lis d'argent. Per timbre una corona mural de poble.

## Història
Va ser aprovat el 19 de novembre del 2004.
El mont és el senyal parlant tradicional que fa referència al "puig" del nom del poble. El muntant i la flor de lis són els atributs de la Mare de Déu, a qui està dedicada l'església parroquial. Finalment, la creu de Malta és l'emblema dels cavallers de l'orde de Sant Joan de Jerusalem, que encapçalaven la comanda hospitalera (abans templera) de Sant Cristòfol de Selma, a la qual pertanyia Puigpelat.